# Major (manga)
Major (メジャー Mejā?) es una serie de manga deportivo creada por Takuya Mitsuda que narra la vida de Goro Honda desde sus comienzos en el baseball hasta convertirse en un jugador profesional de la MLB. El manga fue publicado en la revista semanal Shōnen Sunday de la editorial Shogakukan, y consta de 78 volúmenes en tankōbon. En 1996, recibió el Premio Shōgakukan de manga.
La serie de manga concluyó en la edición del 32 de Shonen Sunday del 2010, mientras que el volumen 78 y último de la serie de manga fue lanzado en mediados de diciembre de 2010, junto con un especial en formato OVA.
La serie ha sido adaptada al anime producida por NHK y Shogakukan y animada del episodio 1 al 78 por Studio Hibari, mientras que del episodio 79 en adelante fue animado por SynergySP. El primer episodio se emitió el 13 de noviembre de 2004, y ha completado en seis temporadas. Existe una película de animación que cuenta la historia entre la primera y segunda temporadas del anime fue lanzado el 13 de diciembre de 2008. Dos OVAs fueron puestos en libertad el 16 de diciembre de 2011 y 18 de enero de 2012.
Actualmente está en publicación una secuela que continua la historia del manga: Major 2nd. El número 47 del Weekly Shōnen Sunday reveló que la secuela de la serie recibiría una adaptación de anime la cual se estrenó en abril del  2018 en NHK-E. Esta adaptación contó con 25 episodios los cuales se transmitieron del 7 de abril al 22 de septiembre del 2018. 

## Argumento

### Jardín de niños
*Manga: Tomo 1, Capítulo 1 al Tomo 3, capítulo 6.
- Anime: Episodios 1 al 6 de la primera temporada.

Shigeharu Honda, un padre viudo que perdió a su esposa por un Derrame cerebral, fue un lanzador suplente que jugaba baseball entre los equipos de mayor y menor de la NPB. A pesar de que Shigeharu Honda no jugara en el equipo principal, su hijo Goro admiraba mucho a su padre, luego este quiere ser un jugador de béisbol profesional al igual que él. Aparte de su padre, Goro estaba muy cerca de otras dos personas Hoshino Momoko y Sato Toshiya. Momoko fue la maestra del jardín de niños de Goro; su maestra por lo general le prestaba más atención porque no había otros niños de la edad de Goro en el jardín de infantes. Toshiya fue otro chico que conoció en el barrio, era el único amigo que Goro tenía de su misma edad, y por esto le enseñó a jugar el baseball .
Una lesión en el brazo de Honda le impide continuar su carrera en el béisbol como lanzador. Goro quedó especialmente devastado por el hecho de que su padre no sería capaz de continuar como un jugador de béisbol nunca más. Honda por el amor a su hijo, tomó el consejo de su mejor amigo, y comenzó a jugar como bateador, y con este puesto consiguió volver al equipo. En medio de toda esta agitación, Momoko se introducía más a la vida de la familia. Finalmente, Honda le propone matrimonio a Momoko quien acepta, con la condición de que sólo podrán estar juntos una vez Goro se gradúe del parvulario.
Justo cuando Honda se estableció en el importante equipo de Yokohama Blue Oceans (este equipo en el manga se llama "Yokohama Marine Stars" y está basado en los Yokohama BayStars), el equipo Tokio Warriors (este equipo en el manga se llama "Tokyo Shiants" basado en los Tokyo Yakult Swallows) firmó un contrato con el jugador de la MLB, Joe Gibson, famoso por su gran constitución física y por sus bolas rápidas. Cuando los dos equipos se enfrentaron finalmente en el campo, Gibson eliminó a todos y cada uno de los bateadores de los Blue Oceans, a excepción de Honda. Honda logró tocar la bola en su primer turno al bate, y en su segundo turno al bate conectó un Home Run de Gibson de 100 millas (160 km). Después del Home Run de Honda, el entrenador del Blue Oceans pone en marcha un plan de ataques de toque de bola, anotando varias carreras adicionales y afectando psicológicamente a Gibson ya que este considera la táctica antideportiva. Cuando llegó el tercer turno al bate de Honda, Gibson ya ha perdido totalmente la concentración mental y, accidentalmente, lanzó una bola muerta de 99-millas (159 km/h) la cual golpea en la cabeza de Honda.
El umpire expulsa a Gibson del partido por esta táctica antideportiva y Honda rápidamente volvió sobre sus pies y continuó con el juego. Honda salió en el titular de los principales periódicos por el excelente desempeño que tuvo en el partido. Pero a la mañana siguiente murió debido a una hemorragia interna en el cráneo, dejando a su hijo y a su prometida, solos y desconsolados.

### Little League
* Manga: Capítulo 7 del tomo 6 al Capítulo 5 del tomo 14; Anime: Episodios 7 al 26 de la primera temporada.
Pasan tres años y Momoko Hoshino acepta a Goro como su propio hijo después de la muerte de su padre Honda. Goro fue a la escuela primaria y ya se encontraba en cuarto grado, y finalmente cumplió la edad suficiente para unirse al equipo local de la liga de béisbol infantil los Delfines de Mifune. Sin embargo, los chicos locales se interesaron sobre todo en el fútbol, y Goro tenía que conseguir nuevos amigos así que hizo a varios en la escuela para con el fin de tener suficientes miembros para mantener al equipo abierto y evitar que lo cerraran por falta de niños.
Goro se mostró como un jugador de béisbol muy dotado. Tanto que de hecho el entrenador de los delfines odiaba ver que Goro se gastara todo su potencial con los otros jugadores menos talentosos de los delfines. El entrenador recomendó a Goro para unirse al equipo de Yokohama Little para así formarse mejor como jugador, ya que este tiene mejores jugadores, entrenador, y los recursos necesarios para lograr desarrollar su potencial. Cuando Goro visita al equipo, descubre que ahí se encontraba Toshiya su amigo de la infancia, también que su propio padre Shigeharu Honda había sido miembro del equipo junto con el entrenador actual. Goro se encontraba en una situación difícil, porque quería seguir los pasos de su padre, pero eso significaba abandonar a los amigos que pidió que se unieran a los Delfines de Mifune. Goro habla con Momoko sobre el tema, y Momoko le da el consejo de Hideki Shigeno, mejor amigo y compañero de equipo de Honda. Al reunirse con Shigeno, Momoko tosió sangre, y fue hospitalizada aunque resultó que era sólo una úlcera gástrica, gracias a esto Goro se dio de cuenta que las personas que están vivas son mucho más importantes que los muertos.
En ese momento, Joe Gibson acababa de regresar a las Grandes Ligas, luego de lanzar en Japón durante tres años. Él envió una invitación a Goro para viajar a Estados Unidos, con todos los gastos pagados, y ver el juego de las estrellas de la MLB, donde Gibson iba a ser el lanzador abridor por parte de la Liga Nacional. En el partido grito a todos los jugadores de la Liga Americana que sólo lanzaría bolas rápidas. Gibson lanzó 18 ataques, y ningún bateador de la rotación de la Liga Americana podía tocar los lanzamientos de Gibson a pesar de saber que serían bolas rápidas, Gibson obtuvo una gran ovación de la audiencia. Esta era la manera en la que Gibson le mostró a Goro el gran bateador que Honda había sido, como Honda había sacado un Home Run al mejor lanzamiento de Gibson en un duelo de bolas rápidas solamente. Después del partido, Gibson permitió Goro lanzar una pelota dura en cualquier parte de su cuerpo que él quiera, si eso podía hacer que Goro se sintiera mejor. Goro respondió que iba a aplazar este "castigo" hasta el día que pudiera lanzar tan fuerte como Gibson, y esta era la manera propia que tenía Goro de reconocer la grandeza de Gibson.
De vuelta a Japón, con una gran determinación, Goro llevó a los Delfines de Mifune a través de diversas pruebas y partidos de práctica, con la intención de derrotar a Yokohama Little, el mejor equipo de la región. Al final de la temporada, Shigeno Hideki el mejor amigo de su padre se casa con la madre adoptiva de Goro y la familia se traslada a Fukuoka cuando Shigeno se va a jugar allí.

### Secundaria
Goro vuelve a Mifune cuando su padrastro firma contrato de nuevo con los Blue Ocean y en Mifune encuentra a sus amigos la liga de béisbol infantil pero estos ya han crecido y asisten a la secundaria Mifune Este. Goro sorprende a sus amigos cuando les dice que él ha estado jugando al fútbol y no planea entrar a jugar al equipo de béisbol de la secundaria, y reveló que se había destruido el hombro jugando en Fukuoka y que comenzó a lanzar como zurdo pero seguía bateando como diestro. Goro cambia de opinión después de enfrentarse a un matón que amenaza a uno de sus amigos. Juntos, Goro y su amigo Komori Daisuke comienzan a reconstruir el equipo juvenil de béisbol. El equipo se convierte en lo suficientemente fuerte como para entrar en el torneo regional de la secundaria y una vez que se encuentra jugando en contra de su amigo y rival Toshiya Sato, que juega en el equipo de la secundaria Tomonoura. Mifune gana el partido en un juego muy apretado después de ver el grandioso juego un busca talentos de Kaido se empeña en llevar a Goro a este equipo pero Goro lo rechaza, el buscatalentos desesperado en hacer que Goro se una al equipo le dice al mejor pitcher de Kaido, Mayumura, que juegue contra el equipo de Goro para que este pierda y así hacer que Goro se de cuenta que existe una gran diferencia de habilidades entre Kaido y su nivel actual.

### Entrando a Kaido
Después de la derrota en el torneo contra Kaido en el Koshien, Goro junto a sus amigos Komori y Toshiya deciden probar suerte en el equipo de béisbol de la prestigiosa escuela secundaria privada Kaido para mejorar sus habilidades. Komori es descalificado en la prueba de Kaido y se ve obligado a ir a la escuela secundaria Mifune. Goro y Toshiya superar la primera ronda de la prueba. Después de la prueba los obligan a realizar un examen académico que Goro también "consigue" pasar, ya que es una prueba de determinación. Inmediatamente después de la escuela de postgrado medio son enviados a la Isla de los Sueños donde tienen 6 meses de duro entrenamiento en la selección de posiciones es elegido como jardinero razón por la cual se disgusta mucho aunque logra ser un buen jardinero con tan solo un entrenamiento gracias a su determinación de jugar baseball logra hacerse amigo de uno de sus entrenadores y por esta razón lo dejan permanecer en el equipo en su posición original como pitcher pero debido a que otro entrenador no lo quería como pitcher lo puso en la lista de jugadores como el peor pitcher del equipo. Luego de superar este entrenamiento a va al campus de Atsugi y derrota al equipo "B"/Junior de Kaido.

### Dentro de Kaido
Goro y Toshiya llegan a formar parte del equipo "A" y pasan un año y medio juntos como compañeros de equipo. Sin embargo, en su segundo año, Goro revela que su verdadero deseo es desafiar a los jugadores excelentes de Kaido en vez de jugar en el mismo equipo que ellos. Su amigo Toshiya se ve perjudicado por la decisión de Goro, pero lo respeta por ello. La temporada termina con Goro dirigiendo al equipo "B"/Junior a la victoria sobre un partido de práctica contra el equipo universitario, luego Goro pasa a dejar Kaido y buscar otra Escuela Secundaria y poder jugar para otro equipo por esta razón el asistente del entrenador del equipo detesta a Goro ya que lo quería usar como forma publicitaria y este abandono el equipo por esta razón lo lesiona en el último partido.

### Escuela Secundaria Seishu
Goro ha regresado a casa después de dejar de Kaido. A su llegada, su madre muestra su descontento con el hecho de que no consultó con ella acerca de su salida de Kaido. Insistió Goro a rendir cuentas por sus acciones y aceptar la responsabilidad de pagar las tasas de solicitud de la escuela ala que fuera. Goro no puede entrar en las escuelas que elige ya que la inscripción de Goro había sido rechazado por varias escuelas debido al asistente del entrenador de Kaido (Egashira) el cual amenaza con demandar las otras escuelas por "robarles" al jugador. Goro fue capaz de evitar la interferencia Egashira finalmente por matricularse en la Secundaria Seishu. La cual había sido una escuela de niñas hasta hace sólo dos años, Seishu no tenía un equipo de béisbol por esta razón Egashira no interfiere dejando que Goro entre tranquilo. Goro se inscribe, decidido a crear un equipo de béisbol de la nada. Después de que él reúne suficientes jugadores, el equipo de béisbol logra entrar en el torneo de verano. Pero Goro no podía ser el pitcher por su lesión en el pie y llega a la solución desesperada de inyectarse anestesia para poder jugar, gana todos los partidos y llega a los cuartos de final "Seishu contra Kaido". A pesar de extender el juego a entradas extras y eliminando a dos Sato y Mayumura, Goro finalmente cae después de agotamiento y por su lesión. Pierde contra Kaido al final pero se descubre el plan de Egashira y este es despedido.

### En USALigas Menores
A pesar de perder el partido contra Kaido, Seishu fue el único equipo que realmente pudo dar la pelea contra el campeón del Koshien. Como resultado, Goro atrajo los ojos de muchos buscadores, incluyendo el del los Blue Oceans y los Tokio Warriors. Sin embargo, al enterarse de que Joe Gibson sigue lanzando en las Grandes Ligas, y dedicó su logro de 300 victorias a su "amigo joven en Japón", Goro perdido cualquier interés en el béisbol profesional japonés, y se fue a América para probar en la liga principal. Por otra parte, Sato es reclutado por los Tokio Warriors, mientras que Mayumura es reclutado por los Blue Ocean.
Goro poseía una bola rápida de 95 mph (153 km / h), (99 km / h en anime), como no era una bola un poco efectiva contra bateadores de la MLB, Goro comienza en Triple A en lugar de la liga de novatos. Al principio se unió en Arizona a los Anaheim Salmons(Un equipo basado en Anaheim Angels), pero fue despedido poco después de una pelea con Joe Gibson Jr. de los Halcones de Oklahoma. Finalmente, se unió a Goro los Memphis Bats, un equipo agresivo muy fuerte al ataque pero a la defensiva débil. Fue durante este tiempo que comienza en serio la formación Goro para controlar plenamente su bola rápida.
En la triple A Goro encontró un nuevo rival, Joe Gibson Jr, hijo de Joe Gibson y un bateador excepcional. Junior acusa al padre biológico de Goro como la causa de la tragedia que ocurrió en su propia familia, y desafió a Goro a una apuesta: Si conectaba un Home Run a Goro, Goro volvería a Japón y nunca más pondría un pie en América de nuevo; Por otra parte, si Goro eliminaba a Junior, a continuación, Junior visitará la tumba del padre de Goro y pediría disculpas por sus insultos. Goro logró eliminar a Junior con su bola rápida, ahora a 100 millas / h (102 mph en anime), y llevar a su equipo a la victoria en el Campeonato de AAA. (En el anime lo hizo dos veces).